# Võrumaa
Võrumaa (njem. Kreis Werro) bila je povijesna županija u Estoniji. Povijesna Võrumaa uključuje područja sadašnjih okruga Võru, Põlva, Valga i Tartu.

## Antika
Središte naselja Võrumaa obala je rijeke Võhandu. Prva naselja u Võrumaa bila su Kääpa i Villal na obalama jezera Tamula, od kojih je najstarije Kääpa, gdje su ljudi živjeli već u prvoj polovici 3. tisućljeća pr. Kr.
U srednjem i starijem željeznom dobu, u jugoistočnoj Estoniji formirana je županija Ugandi .

## Srednji vijek
U 13. stoljeću Livonska braća mača napadaju područja Latvije i Estonije; vojska je porazila Ugandi godine 1224. Nakon osvajanja, u Ugandi je formirana biskupija Dorpat. Za vrijeme biskupije, biskupski dvor Kirumpää i tvrđava Vastseliina izgrađene su u području Võrumaa za zaštitu granice od Rusa.
Tijekom Livanjskog rata, od 1558. do 1583., područje Võrumaa bilo je pod vlašću Velike Kneževine Moskve, ali je 1582. estonski Jam Zapolski ostao pod vlašću Poljske.

## Rusko carstvo
Tijekom Velikog sjevernog rata (1700. – 1721.), Võrumaa je 1704. godine pala pod vlast Ruskog carstva.

## Reference
1. ↑  Ajaloolise Võrumaa (Kreis Werro) lühitutvustus [A brief introduction to the historical Võru County (Kreis Werro)]. Eesti mõisaportaal (estonski)
2. ↑  Bienenstamm, H. von. 1826. Geographischer Abriss der drei deutschen Ostsee-Provinzen Russlands, oder der Gouvernemens Ehst-, Liv- und Kurland [Geographical outline of the three German Baltic Sea provinces of Russia, or the governorates of Ehst-, Liv- and Kurland] (njemački). Deubner. Riga. str. 303–312